# (4962) Vecherka
(4962) Vecherka est un astéroïde de la ceinture principale.

## Description
(4962) Vecherka est un astéroïde de la ceinture principale. Il fut découvert le 1er octobre 1973 à Naoutchnyï par Tamara Smirnova. Il présente une orbite caractérisée par un demi-grand axe de 2,61 UA, une excentricité de 0,15 et une inclinaison de 15,1° par rapport à l'écliptique.

## Compléments